# Regen

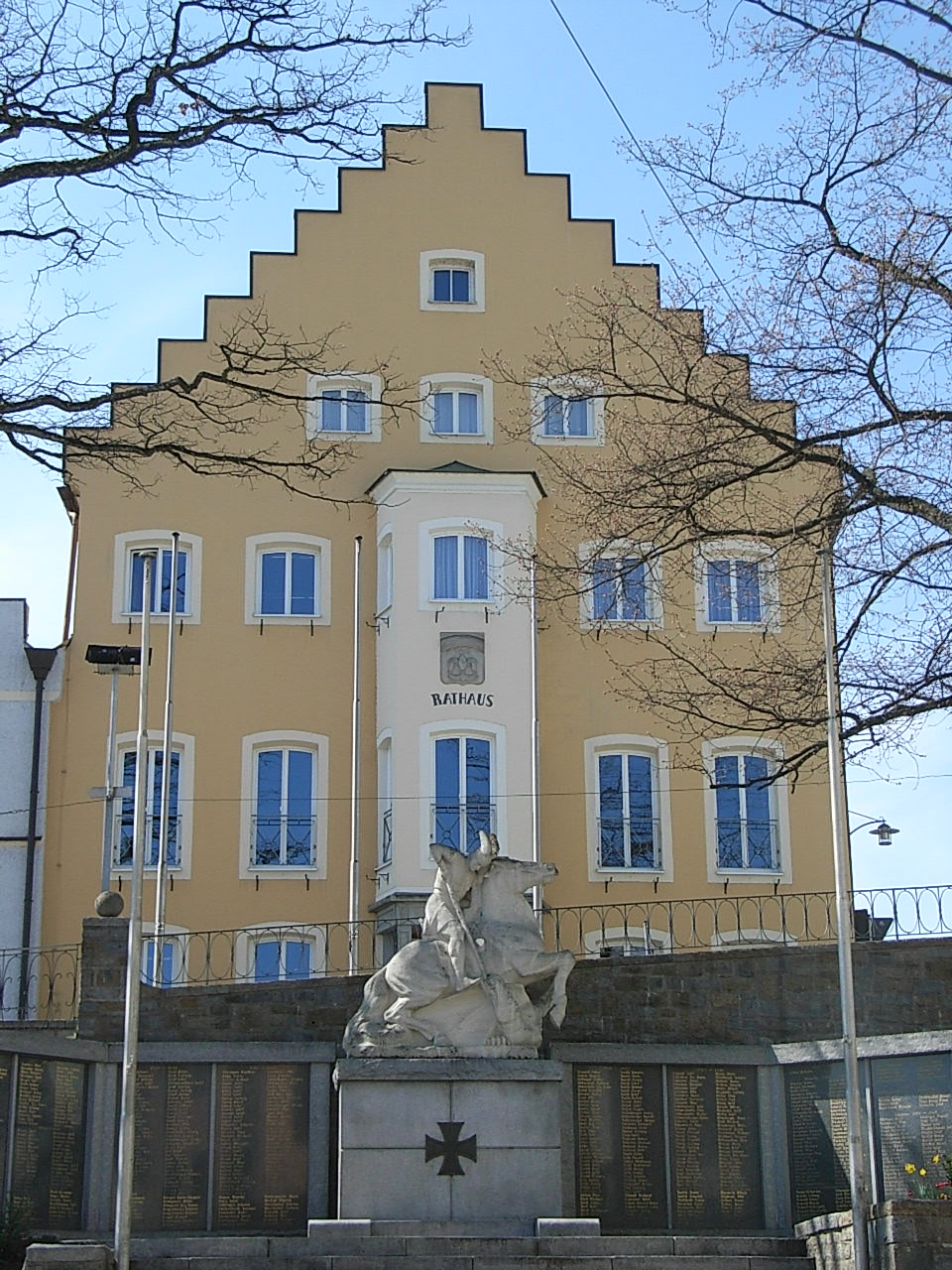
Regen
(Primăria)

Regen este un oraș din regiunea administrativă Bavaria Inferioară, landul Bavaria, Germania.